# Kanton Baïse-Armagnac
Baïse-Armagnac  is een kanton van het Franse departement Gers. Het kanton maakt deel uit van de arrondissementen Auch (2) en Condom (13), en telde 11.516 inwoners in 2019.
Het kanton werd gevormd ingevolge het decreet van 26 februari 2014 met uitwerking op 22 maart 2015, met Condom als hoofdplaats.

## Gemeenten
Het kanton omvat de volgende 15 gemeenten: 
- Ayguetinte
- Beaucaire
- Béraut
- Blaziert
- Castelnau-sur-l'Auvignon
- Castéra-Verduzan
- Caussens
- Condom
- Lagardère
- Larroque-Saint-Sernin
- Maignaut-Tauzia
- Roquepine
- Saint-Orens-Pouy-Petit
- Saint-Puy
- Valence-sur-Baïse